# За свободную Беларусь
За свободную Беларусь (бел. За свабодную Беларусь) — белорусская фронтовая газета, издававшаяся во время Второй мировой войны.

## История
Издавалась Политуправлением Калининского фронта при участии Центрального комитета КП(б)Б с 18 марта по ноябрь 1942 года на белорусском языке. Редактором выступал Илья Гурский. Кроме основной газеты выпускался также сатирический листок «Партызанская дубінка» (с бел. — «Партизанская дубинка»).

## Содержание
Газета была рассчитана на жителей оккупированных территорий Беларуси и белорусских партизан. Её материалы информировали о состоянии дел на фронтах и в советском тылу, разоблачали преступления немецких оккупантов, освещали деятельность советских тыловых научных учреждений и творческих объединений БССР. На страницах издания печатались статьи о героях войны, а также произведения белорусских (Якуб Колас, Петрусь Бровка, Пётр Глебка, Константин Губаревич, Кондрат Крапива, Пимен Панченко, Максим Танк) и русских (Всеволод Вишневский, Алексей Сурков, Н. С. Тихонов, Илья Эренбург) писателей.